# Gilberto Angelucci
Pour les articles homonymes, voir Angelucci.
Gilberto Angelucci est le portier emblématique de l'équipe du Venezuela. Né le 7 août 1967, il mesure 1,90 m pour 86 kg.

## Clubs
- 1985-1986 :  Portuguesa FC
- 1986-1988 :  Deportivo Táchira FC
- 1988-1994 :  Minervén FC
- 1994-1998 :  Club Atlético San Lorenzo de Almagro
- 1998-1999 :  Deportivo Táchira FC
- 1999-2000 :  Deportivo Italia
- 2001-2003 :  Deportivo Táchira FC
- 2003 :  Club Atlético Mineros de Guayana
- 2004-2007 :  Unión Atlético Maracaibo

## Sélections
- 47 sélections en équipe du Venezuela en 1995 et 2005